# Damir Škaro
Damir Škaro (Zagreb, 2. studenoga 1959.), bio je boksač, političar, poduzetnik i osuđeni silovatelj. Kao političar bio je zastupnik u Trećem sazivu Hrvatskog sabora od 1995. do 2000. godine na listi HDZ-a. Poznat je po svojoj uspješnoj boksačkoj karijeri te osvojenoj olimpijskoj medalji.

## Životopis
Diplomirao je na Ekonomskom fakultetu 1994., gdje je tri godine kasnije obranio i magistarski rad. Doktorirao je ekonomske znanosti 2009. godine. Razvio je i uspješnu boksačku karijeru koja je započela 1976. godine. U 450 mečeva u kojima je sudjelovao, ostvario je 350 pobjeda nokautom te je doživio samo 12 poraza. U sportskoj karijeri osvojio je mnogobrojne medalje, a osim što je bio višestruki državni prvak u boksu, osvojio je i olimpijsku medalju u Seulu (Koreja) 1988. godine. Osvojio je brončanu medalju na Svjetskom prvenstvu održanom u SAD-u 1986. te pobjedio na Mediteranskim igrama 1987. godine. Bio je prvak Balkana 1983. i 1984. i osvajač srebrne medalje na Svjetskom kupu u Beogradu 1987. Dobitnik je nagrade „Franjo Bučar“ koju Republika Hrvatska dodjeljuje za iznimna sportska dostignuća i doprinos za razvoj sporta. Nakon završetka sportske karijere 1988. Škaro se uključio u politiku. U trećem sazivu Hrvatskog Sabora 1995. osvojio je zastupnički mandat na listi HDZ-a, kojeg je obnašao četiri godine. Sudjelovao je i u Domovinskom ratu, te je i nositelj Spomenice Domovinskog rata.  U rujnu 2019. optužen je za silovanje i pritvoren. 

## Sportska karijera
Damir Škaro boksačku je karijeru započeo 1976. godine, još tijekom svojih srednjoškolskih dana. Odmah na početku pokazao se talentiranim za taj sport, pa su ubrzo stigli i prvi uspjesi. Na prvenstvu Balkana 1977. godine, održanom u Ateni u dresu kluba „Trešnjevka“ osvojio je zlatnu medalju u juniorskoj konkurenciji polusrednje kategorije. Zahvaljujući početnim uspjesima, Škaro uskoro počinje nastupati i za državnu reprezentaciju, a sukladno napretku prelazi u seniorsku konkurenciju. Mijenja i matični klub te prelazi u vukovarski „Borovo“. Za taj je klub osvojio seniorski naslov prvaka države 1980. u srednjoj kategoriji. Iste godine Škaro se kvalificirao na svoju prvu Olimpijadu koja se održavala u Moskvi. Tamo ga je u prvom kolu eliminirao kasnije najbolji igrač turnira i osvajač zlata, domaćin Viktor Savčenko. 
Nakon kvalifikacija na Olimpijadu u Moskvi, Škaro je sljedeće veće uspjehe ostvario kao prvak Balkana 1983. i 1984. Potom odlazi na svoje druge Olimpijske igre, ovaj put u Los Angeles, gdje je u četvrtfinalu, nadomak medalji, poražen od kasnijeg osvajača zlata, opet domaćina Virgila Hilla. Izniman uspjeh postigao je na Svjetskom prvenstvu u Renou (SAD) 1986. gdje je osvojio brončanu medalju. Nakon toga „okitio“ se zlatom na Mediteranskim igrama održanima 1987. u Siriji i ponio laskav naslov „prvak Mediterana“. Sa Svjetskog je pak kupa 1988. održanog u Beogradu sa sobom kući odnio srebrnu medalju. Ta 1988. bila je ključna godina u njegovoj karijeri. Odmah na njezinom početku deklasirao je u Louisiani „svoga starog protivnika“ Virgila Hilla, koji je osvoji zlatnu medalju na Olimpijadi u Los Angelesu. Potom je na pred olimpijskom turniru u Seoulu (Južna Koreja) osvojio brončanu medalju što je bio dobar uvid u budući razvoj događaja. Naime, Škaro je na Olimpijskim igrama u Seoulu u listopadu iste godine osvojio brončanu medalju, u čvrstom i teškom meču, s naprsnutim rebrima i povrijeđenom arkadom. Njegov nastup je tim mečom i završen, jer su mu liječnici zbog niza zdravstvenih problema zabranili daljnje napore. Nakon Seoula, na vrhuncu sportske snage napušta boksačku karijeru u kojoj je ostavio znatan trag. U 450 odrađenih mečeva ostvario je 12 poraza. Uz proslavljene Matu Parlova i Antu Josipovića jedini je i posljednji Hrvat s olimpijskim odličjem u boksu. Dobitnik je i prestižne nagrade „Franjo Bučar“ 2007. koja se dodjeljuje za izuzetna dostignuća u sportu. U povijesti svjetskih prvenstava samo su petorica hrvatskih boksača osvajala odličja. Posljednjem je to uspjelo Mariju Šivoliji koji je 2005. godine u kineskom Mianyangu osvojio srebrnu medalju u poluteškoj kategoriji. Od hrvatske neovisnosti to je uspjelo i Filipu Paliću koji je u Belfastu 2001. godine u lakoj kategoriji osvojio broncu. U bivšoj državi odličja su osvajali i Mate Parlov, sadašnji izbornik Pero Tadić i Damir Škaro. Zanimljivo, među osvajačima odličja nema četvorice hrvatskih boksača koji su ostvarili zapažene rezultate među profesionalcima - Marijana Beneša, Željka Mavrovića, Branka Šobota i Stipe Drviša.

## Sportske pobjede
- Višestruki je državni prvak u boksu - Nositelj je brončane olimpijske medalje iz Seoula 1988.
- Sudionik XXII. Olimpijskih igara u Moskvi 1980. i XXIII. Olimpijskih igara u Los Angelesu 1984.
- Prvak Balkana 1983. i 1984.
- Osvajač brončane medalje na Svjetskom prvenstvu 1986. u Renou
- Pobjednik je Mediteranskih igara 1987.
- Osvajač srebrne medalje na Svjetskom kupu u Beogradu 1987.

## Domovinski rat
Svoje stavove o Jugoslaviji i građanski bunt Damir Škaro pokazivao je još kao mladi sportaš kada se javno križao klečeći na koljenima u ringu prije borbe, po uzoru na poljske i brazilske boksače, zbog čega je često bio i kažnjavan. Bio je nazočan i na presudnoj nogometnoj utakmici 13. svibnja 1990. na maksimirskom stadionu između Dinama i Crvene zvezde kada je Zvonimir Boban nogom udario jugoslavenskog policajca. Škaro je kasnije kazao da je taj Bobanov udarac bio najbolji pokazatelj hrvatskom narodu da će njihovi sportaši biti uz njih i u najtežim trenucima. Takvi trenuci ubrzo su i stigli početkom velikosrpske agresije. Kako bi skrenuo pažnju svijeta na agresiju koja se događala nad Hrvatskom, Škaro je iskoristio i svoju poziciju vođe hrvatske karate reprezentacije. Na Svjetskom prvenstvu koje se održavalo u Sjedinjenim američkim državama 1991. ispred zgrade Ujedinjenih naroda organizirao je prosvjed i štrajk glađu. Osim članova reprezentacije koji su prosvjedovali s osvojenim medaljama i peharima za samostalnu Hrvartsku, prosvjedu se pridružilo i oko pet tisuća iseljenika. Škaro je posebno ponosan što su se na njegov poziv prosvjedu odazvali i hrvatski košarkaši koji su igrali za američku NBA ligu, Dražen Petrović i Stojko Vranković. Budući da su Petrović i Vranković bili cijenjeni u američkoj košarci, uspjeli su senzibilizirati još neke čuvene košarkaše pa je prosvjed bio izuzetno medijski popraćen. Time su sportaši učinili prvu veliku javnu međunarodnu akciju jer su svojim istupom upozorili svijet na agresiju koja se nadvila nad Hrvatsku. Nakon povratka u domovinu, Škaro se kao uspješan sportaš nije sakrio od rata na sigurnu udaljenost, već je odlučio pomoći svome narodu u obrani. Ubrzo je okupio poznate sportaše s kojima je otišao u obilazak prve crte bojišnice. Osim što su vojnicima donijeli opremu i potrebne namirnice, podizali su im i moral. Nakon što je vidio koliko vojnicima na terenu znači podrška poznatih sportaša, Škaro je osnovao sportsku satniju čiji je cilj bio pružanje moralne pomoći hrvatskim vojnicima. Izabran je za zapovjednika satnije koja je u početku okupljala oko 50 sportaša. Prvi pravi doticaj s ratom sportska satnija imala je na području Siska gdje su na ratištu kod Sunje doživjeli izravno granatiranje. Kasnije je sportska satnija nastavila obilaziti sva ratišta i pomagala hrvatskim vojnicima na sve moguće načine. Najvažnije je bilo, kasnije je istaknuo Škaro, pokazati ratnicima da je cijela Hrvatska uz njih, pa tako i istaknuti, vrhunski sportaši koji su im bili uzori i idoli. Nakon završetka oslobodilačke akcije „Oluja“ 1995., Škaro je postao izbornik boksačke reprezentacije za vrijeme Prvih vojnih igara u Rimu iste godine. Na tom je natjecanju boksač Drago Mijić osvojio broncu, ujedno i prvu medalju za Hrvatsku vojsku na međunarodnim natjecanjima.

## Politička djelatnost
Po završetku sportske karijere 1988. godine uključio se u politički život. Godine 1990. priključio se Hrvatskoj demokratskoj zajednici. Postao je zastupnik u trećem sazivu Sabora Republike Hrvatske. Tu je dužnost obnašao u periodu od 1996. do 2000. godine. U Saboru je Škaro sudjelovao u radu Saborskog odbora za Obitelj mladeži i sport te Saborskog odbora za predstavke i pritužbe građana. U svom saborskom mandatu predlagao je dopune Zakona o sportu.  Ujedno se bavio i Zakonom o sigurnosti prometa. Vodio temeljni ogranak HDZ-a, Maksimirska naselja, od 2000. do 2010.

## Poduzetništvo
Damir Škaro je nakon uspješne sportske karijere nastavio život kao poduzetnik. Tako je 1988. započeo posao u ugostiteljstvu te je otvorio popularni klub „Papaya“ i „Champion“ pri Sportsko-rekreacijskom centru „Šalata“. Ponuđenim je kulturnim programima postigao da objekti postanu jedna od najomiljenijih mjesta za izlaske mladih Zagrepčana. Paralelno s ugostiteljstvom, Škaro se bavio i graditeljstvom. Sa svojom je tvrtkom „Damby“ GmbH od 1993. do 2000. izvodio završne radove u građevini u Njemačkoj i Austriji, zapošljavajući oko 100 radnika. Tijekom 2002. postao je vlasnik tvrtke „Stari Grič“, koja se bavi ugostiteljstvom. Na čelo Autokluba „Siget“ čije je predsjednik i danas, dolazi 2004. Za predsjednika je jednoglasno izabran na izbornoj Skupštini tada posrnulog i prezaduženog kluba koji je imao 105 zaposlenih osoba. Njegovim novim planom i programom AK „Siget“ je nakon prve godine rada ostvario prihod 980 posto veći u odnosu na 2004.

## Rad u zajednici
- Predsjednik Hrvatskog boksačkog saveza 1990. – 1996. Damir Škaro već je 1990. godine u zanosu stvaranja nezavisne Hrvatske postao predsjednik Hrvatskog boksačkog sveza. Na samom početku predsjedavanja odlučio je prekinuti suradnju s ligom bivše države te je započeo kreiranje domaćih, hrvatskih natjecanja. Izlaskom iz bivše države, lobirao je priznavanje i primanje Hrvatskog boksačkog saveza u europsku boksačku federaciju EABA-u te u svjetsku boksačku federaciju AIBA-u.
- Osnivač Hrvatskog olimpijskog odbora i član Vijeća HOO-a 1991. – 1998.
- Glavni tajnik Hrvatskog kluba olimpijaca 2000. – 2010. Uz boks, uključio se i u rad bivših olimpijaca, te je 2000. godine preuzeo funkciju glavnog tajnika Hrvatskog kluba olimpijaca, a tu funkciju obnaša još i danas.
- Osnivač, predsjednik i trener Boksačkog kluba „Ban Jelačić“ 1990. – 1993. Škaro je radio kao trener u BK „Ban Jelačić“ u kojem se zadržao do 1993 godine. Osim trenerske funkcije obnašao je i funkciju predsjednika kluba, a 1992. osnovao je još jedan klub, BK „Kralj Tomislav“ gdje je obnašao iste funkcije. Upravo su prva međunarodna odličja kasnije osvojili boksači pod njegovim trenerskim vodstvom.
- Izbornik i vođa puta Svjetskih policijskih igara 1995. (Montreal) i 1997. (Calgary) Za vrijeme svog predsjedničkog mandata u boksačkom savezu, Škaro je organizirao nastupe i na Svjetskim policijskim igrama. U Melbournu je bio izbornik i vođa puta hrvatskih sportaša u konkurenciji 7000 natjecatelja.
- Izbornik boksačke ekipe za I. Svjetske vojne igre u Rimu 1995 godine - Kao zagrebački boksač s najviše međunarodnih odličja te kao iskusan sportski djelatnik, Damir Škaro postao je 2000. i predsjednik Zagrebačkog boksačkog saveza na čijem je čelu i danas. Ondje obnaša dužnost i predsjednika Komisije za nagrade i člana Skupštine.
- Predsjednik NK "Hrvatski dragovoljac - vetrani" 2001. – 2010. Tijekom njegovog mandata klub je bio prvak Zagrebačkog nogometnog saveza 2005., dok su iduće godine postali Prvaci Hrvatske. Naslove viceprvaka su osvajali 2005. i 2007. dok su 2008. godine osvojili broncu na državnom prvenstvu.

## Humanitarni rad
U svom bogatom životnom opusu Damir Škaro često se angažirao i u humanitarnim akcijama gdje je želio pomoći najpotrebnijima. Mnogima je nepoznata činjenica da je Damir Škaro od svoje nagrade za osvajanje brončane olimpijske medalje osvojene u Seulu 1988. godine polovicu iznosa donirao Savezu slijepih Hrvatske, organizaciji Grada Zagreba. To je bila tek jedna u nizu Škarinih gesta jer je pomaganje kasnije postalo dio njegovog svakodnevnog života. Osobno je pomogao i šesnaestogodišnjem Ivanu Iliću koji je trebao novčanu pomoć za operaciju u inozemstvu. Nakon što je dobio e-mail od obitelji Ilić Škaro se nije oglušio kao i mnogi drugi kojima se obitelj obratila već je odmah krenuo u akciju. Donirao je honorar od nastupa u televizijskoj emisiji »Piramida«, a njegov čin potaknuo je i građane i Vladu da svojim prilozima pomognu malom Ivanu. Zahvaljujući senzibiliziranju javnosti, ubrzo je cijela obitelj Ilić bila u zagrebačkoj zračnoj luci na putu za Völgarentlich gdje ih je čekalo medicinsko osoblje spremno za nužnu operaciju koja je malom Ivanu spasila život. Nakon dolaska u Autoklub Siget, Škaro je u suradnji s Hrvatskim zavodom za transfuzijsku medicinu organizirao akciju dobrovoljnog darivanja krvi. Darivanju se odazvao velik broj članova autokluba i većina zaposlenika na čelu sa svojim predsjednikom.

## Publicistika
Damir Škaro autor je tri knjige.

### Velikani hrvatskog sporta
"Ima knjiga koje se ne pišu samo "olovkom". To su one knjige, koje se ispisuju golim životom, ili koje život sam piše svojim znojem, mukom, pa i krvlju. Takvu knjigu ponudio nam je Damir Škaro. Kolike godine mladosti je proveo izmedu četiri konopa, u "četiri oka" sa ponajboljim boksačima, ponajjačim ljudima svijeta? I uzeo im iz šaka olimpijsku medalju! Da je samo o tome ispisao svoju knjigu, podario bi nam puno, puno velikih uzbuđenja. Ali ljepota Damirova posla ogleda se ovaj put, u tome što je ponajmanje pisao o sebi, što se dopustite mi da se tako izrazim, pretvorio u jedan list, ili najviše u jednu grančicu veikog hrasta hrvatskog športa. Među koracima njegova života našli su mjesto svi koje u športu voli i poštuje. Sve je načinjeno sa visokim kriterijem i začinjeno najvećom ljubavi svog života", napisao je Antun Vrdoljak, prvi predsjednik Hrvatskog olimpijskog odbora i član Međunarodnog olimpijskog odbora.

### Marketing u politici 21. stoljeća
„Djelo "Marketing u politici 21. stoljeća" je zanimljiv rad koji u većem dijelu počiva na znanstvenoj podlozi, integrirajući dostignuća znanstvenih istraživanja mnogih svjetskih i domaćih autora iz područja marketinga i politologije i drugih srodnih disciplina. Autor je u svom pristupu imao želju ne samo svojom analizom marketinške interpretacije djelovanja u politici i njezinim aktivnostima ukazati na teorijske i metodološke aspekte ove simbioze više znanstvenih disciplina, već također da u vidu naputaka za političko djelovanje objasni mjesto i ulogu marketinga. Naime, moramo ipak priznati da je hrvatska politička scena, ma koliko se mi trudili razviti višestranačje i kroz to diferencirati idejno-političku ponudu, siromašna idejama i realističnim ciljevima, pa je pučanstvo u velikoj mjeri zbunjeno i značajnim dijelom rezervirano. Niti "velike" stranke nisu sasvim načistu s mnogim temeljnim karakteristikama koje bi trebale resiti demokratsko društvo, a pojam ljudskih sloboda još uvijek se promatra i interpretira kao dostignuće demokracije, a ne njezina pretpostavka. Ako ove misli imamo pred sobom u čitanju Škarinog djela, onda vidimo dubinu problema o kojemu on piše. Naime, nemojmo politički marketing promatrati isključivo s njegove tehničke strane već s aspekta oblikovanja političke ideje i onda njezine usporedbe. Jer, upamtimo, najvažniji dio u koncepciji marketinga jest sam proizvod. Samo dobar proizvod može ostvariti dobar marketing. Stoga, ideja koja je u osnovi ciljeva neke stranke, a to znači njezin politički program, daje mogućnost da stranka ponudi građanstvu, biračima, svojim "potrošačima" putem vrsnog marketinga na odluku prihvaća li ga ili ne. To je ona odluka koja se registrira na izborima“ kazao je o knjizi prof. dr. sc. Fedor Rocco.

### Management Olimpijskih igara
"Olimpijske igre izvanredni su svjetski športski i kulturološki fenomen i događaj sam po sebi. Igre ne trebaju veliki uvod u pojašnjenje ugleda koji uživaju i oduševljenje koje neminovno prati mladost i radost napora na desetke tisuća sportaša koji sudjeluju. Športskim dosezima i vrhunskim rezultatima jedanko se dive eksperti kinezioloških znanja, mediji i šira javnost…”, rekao je u uvodu predsjednik HOO-a dr.sc. Zlatko Mateša.
Kroz 6 poglavlja, na 290 bogato ilustriranih stranica obrađeni su utjecaji i koristi Olimpijskih igara na zemlju domaćina i regiju. Na predstavljanju knjige u zagrebačkom Europskom domu 2. veljače 2012. o njoj su pozitivno govorili: predsjednik HOO-a dr. sc. Zlatko Mateša, član Međunarodnog olimpijskog odbora Antun Vrdoljak, akademik i profesor emeritus Vladimir Stipetić (urednik knjige), predsjednik Hrvatskog kluba olimpijaca g. Zoran Primorac, dekan Zagrebačke škole ekonomije i managementa prof. dr. sc. Đuro Njavro, bivši rektor riječkog sveučilišta prof. dr. sc. Josip Deželjin, olimpijski vice-šampion u boksu Tadija Kačar.
Nedvojbeno je da je "Management Olimpijskih igara" zbog svoje kompleksnosti hrabar i pozitivan pothvat kakav i dolikuje vrhunskim sportašima. U publici ih je bio veliki broj, kao i uglednika iz javnog života. Tako su promociji nazočili Vlatko Marković, Zorislav Srebrić, Đurđa Fočić - Šourek, prof. dr. sc. Slaven Letica, Stojko Vranković, zlatni olimpijski vaterpolisti Perica Bukić i Zlatko Šimenc, boksački vice-prvak svijeta u teškoj kategoriji Dragomir Vujković-Bili, vatreni nogometni reprezentativac Stjepan Tomas, glumac Goran Grgić i mnogi drugi. Svi su složni da se radi o djelu koje bi moglo preokrenuti način na koji su se do sad tretirali veliki sportski i financijski poduhvati i koje bi moglo pomoći da postanu profitabilni i korisni za cijelo naše društvo.

## Vanjske poveznice
- www.damirskaro.com  Arhivirana inačica izvorne stranice od 2. veljače 2011. (Wayback Machine)